# La furia di Hong Kong
La furia di Hong Kong (Hong Kong Phooey) è una serie televisiva animata prodotta da Hanna-Barbera nel 1974.

## Trama
Il personaggio principale, "La furia di Hong Kong" ("Hong Kong Phooey" nella versione originale), è l'identità segreta di Penrod "Penry" Pooch, che lavora in una stazione di polizia come custode sotto lo sguardo fisso del sergente Flint, soprannominato "Sergente".
Penry assume la sua identità segreta saltando in uno schedario (rimanendo sempre bloccato, e venendo liberato dal suo gatto a strisce di nome Spot) e una volta travestito, viene equipaggiato con una macchina chiamata "Furiamobile" ("Phooeymobile" nella versione originale) che si trasforma in una barca, un aereo o una cabina telefonica, a seconda delle circostanze.
Nella lotta al crimine, fa affidamento sulla sua copia del "Libro del Kung Fu di Hong Kong", un manuale di istruzioni sulle arti marziali tenuto in un corso per corrispondenza. Tuttavia, i suoi successi sono dovuti solo a Spot, che fornisce una soluzione alle sfide, o al risultato diretto di un effetto collaterale dei suoi sforzi. L'umorismo dovuto all'incompetenza di Penry è un tema ricorrente di ogni episodio. Nonostante la sua palese mancanza di talento o intelligenza, La Furia è temuto dai criminali e ammirato dai cittadini, ma infastidisce il sergente Flint, che lo vede solo come un ostacolo per la polizia.

## Episodi
| N° | Titolo inglese                             | Titolo italiano                  | Prima TV USA      |
| -- | ------------------------------------------ | -------------------------------- | ----------------- |
| 1  | Car Thieves                                | Ladri d'auto                     | 7 settembre 1974  |
| 1  | Zoo Story                                  | La storia dello zoo              | 7 settembre 1974  |
| 2  | Iron Head the Robot                        | Il robot testa di ferro          | 14 settembre 1974 |
| 2  | Cotton Pickin' Pocket Picker               | Raccoglitore tascabile di cotone | 14 settembre 1974 |
| 3  | Grandma Goody (Cat Burglar)                | Nonna buonanonna                 | 21 settembre 1974 |
| 3  | Candle Power                               | Potere delle candele             | 21 settembre 1974 |
| 4  | The Penthouse Burglaries                   |                                  | 28 settembre 1974 |
| 4  | Batty Bank Mob                             |                                  | 28 settembre 1974 |
| 5  | The Voltage Villain                        | Il furfante del supervoltaggio   | 5 ottobre 1974    |
| 5  | The Giggler                                | Lo sghignazzatore                | 5 ottobre 1974    |
| 6  | The Gumdrop Kid                            |                                  | 12 ottobre 1974   |
| 6  | Professor Presto (The Malevolent Magician) |                                  | 12 ottobre 1974   |
| 7  | TV or Not TV                               | TV o non TV                      | 19 ottobre 1974   |
| 7  | Stop Horsing Around                        | Basta scherzare!                 | 19 ottobre 1974   |
| 8  | Mirror, Mirror on the Wall                 |                                  | 26 ottobre 1974   |
| 8  | Great Movie Mystery                        |                                  | 26 ottobre 1974   |
| 9  | The Claw                                   |                                  | 2 novembre 1974   |
| 9  | Hong Kong Phooey vs. Hong Kong Phooey      |                                  | 2 novembre 1974   |
| 10 | The Abominable Snowman                     | L'abominevole uomo delle nevi    | 9 novembre 1974   |
| 10 | Professor Crosshatch                       | Professor Garbuglia              | 9 novembre 1974   |
| 11 | Goldfisher                                 | Goldfisher                       | 16 novembre 1974  |
| 11 | Green Thumb                                | Pollice verde                    | 16 novembre 1974  |
| 12 | From Bad to Verse (Rotten Rhymer)          |                                  | 23 novembre 1974  |
| 12 | Kong and the Counterfeiters                |                                  | 23 novembre 1974  |
| 13 | The Great Choo Choo Robbery                |                                  | 30 novembre 1974  |
| 13 | Patty Cake, Patty Cake, Bakery Man         |                                  | 30 novembre 1974  |
| 14 | Mr. Tornado                                |                                  | 7 dicembre 1974   |
| 14 | The Little Crook Who Wasn't There          |                                  | 7 dicembre 1974   |
| 15 | Dr. Disguiso                               | Il dottor travestimento          | 14 dicembre 1974  |
| 15 | The Incredible Mr. Shrink                  | L'incredibile signor termico     | 14 dicembre 1974  |
| 16 | Comedy Cowboy                              |                                  | 21 dicembre 1974  |

## Doppiaggio
| Personaggio                           | Doppiatore originale | Doppiatore italiano |
| ------------------------------------- | -------------------- | ------------------- |
| Penrod "Penry" Pooch/Hong Kong Phooey | Scatman Crothers     | Sergio Gibello      |
| Rosemary                              | Jean Vander Pyl      | Emanuela Fallini    |
| Serg. Flint                           | Joe E. Ross          | Sergio Mancinelli   |
| Voce narrante                         | Don Messick          |                     |